# Austin Stack Park
Austin Stack Park è uno stadio della Gaelic Athletic Association, situato a Tralee, nella contea irlandese di Kerry. È uno dei principali terreni di gioco delle rappresentative di calcio gaelico ed hurling della contea. Nel novembre del 2001 venne aggiunta l'illuminazione artificiale.
L'impianto è dedicato ad Austin Stack, rivoluzionario irlandese e capitano della squadra di calcio gaelico che nel 1904 si aggiudicò il titolo nazionale. Nel 2005 si iniziò a discutere su un suo spostamento, nel 2007 venne individuato il luogo dove creare il nuovo stadio (si trova poco fuori dalla città) e nel febbraio del 2009 venne approvato il progetto definitivo. L'attuale stadio verrà trasformato in un centro commerciale. Tuttavia a causa della crisi del 2009, che ha avuto pesanti conseguenze sull'Irlanda, i lavori sono stati interrotti a tempo indeterminato.